# ノーザンプトン (戦術指揮艦)
ノーザンプトン (USS Northampton, CA-125/CLC-1/CC-1) は、アメリカ海軍の戦術指揮艦。
オレゴン・シティ級重巡洋艦の4番艦として建造されていたが、後に艦隊旗艦として設計変更が行われ、戦術指揮艦として就役した。

## 艦歴
マサチューセッツ州クインシーのベスレヘム・スチール社、フォアリバー造船所で1944年8月31日に起工するが、建造は56.2%が完成した時点で1945年8月11日に中断される。その後艦隊旗艦として運用するための再設計が行われ1948年7月1日に建造を再開、1951年1月27日にCLC-1（戦術指揮艦）としてエドモンド・J・ランプロン夫人によって進水し、1953年3月7日にウィリアム・D・アーヴィン艦長の指揮下就役した。
整調航海に続いてノーザンプトンは7ヶ月間に及ぶ新型機材の評価試験を行い、試験は1954年9月に終了した。その後大西洋で戦艦・巡洋艦部隊の指揮艦任務に就く。続いて1954年10月から11月まで大西洋艦隊揚陸部隊の指揮艦、1954年12月から1955年3月まで第6艦隊の指揮艦任務を務める。9月1日から10月22日までは打撃群の旗艦となり、ノーザンプトンはその後15年にわたって同任務を務めた。
1956年2月24日にノーザンプトンはバージニア州ポーツマスのノーフォーク海軍造船所で最初のオーバーホールを行う。その後キューバ沖で回復訓練を行い、海軍初の誘導ミサイル艦部隊、CruDiv 6 の一部としてテリアミサイルのデモンストレーションに参加した。4月になると第6艦隊との6ヶ月に及ぶ巡航に出航し、同年の夏は海軍士官候補生の訓練航海を行う。その後1961年までしばしばヨーロッパ海域への航海を行い、NATO軍との艦隊演習と要人の訪問を受けた。ノーザンプトンにはベルギー国王ボードゥアン1世やノルウェー王オーラヴ5世を含む多数の要人が訪れた。
ノーザンプトンは1961年4月15日にCC-1に艦種変更され、1970年2月まで西部大西洋で活動した。ノーザンプトンは国家非常事態水上戦闘指揮所 (National Emergency Command Post Afloat, NECPA) として指定され、ライト (USS Wright, CC-2) が同じく指揮艦として指定された。ノーザンプトンは改修が行われ、艦橋の拡張、海軍艦艇で最も高い38mものコミュニケーション・マスト、多重リンク通信施設が増設された。ノーザンプトンの巡航はカナダ沖からパナマ水域まで及び、広範囲にわたって新型通信装置の評価試験を行い、またケネディ大統領やジョンソン大統領を始めとする高官や外国高官の訪問を受けた。
ノーザンプトンは1977年12月1日に除籍され、スクラップとして売却、1980年3月1日に解体が完了した。2006年7月29日付のワシントン・ポスト紙の記事では、ノーザンプトンは核攻撃を受けた際に大統領が避難する「浮かぶホワイトハウス」の役割を持つとする政府の計画があったと報じた。